# (32671) 6537 P-L
6537 P-L (asteroide 32671) é um asteroide da cintura principal. Possui uma excentricidade de 0.12548070 e uma inclinação de 3.17679º.
Este asteroide foi descoberto no dia 24 de setembro de 1960 por Cornelis Johannes van Houten e Ingrid van Houten-Groeneveld e Tom Gehrels em Palomar.